# Julien Van Praet
Julien Van Praet is een personage uit de televisiereeks Hallo België!.
Van Praet werd gespeeld door Gunter Reniers en is een van de oorspronkelijke personages sinds 2003.

## Personage
Julien 'Juul' Van Praet is de vriend van Charlotte Van Mechelen en dus de schoonzoon van Roger Van Mechelen. Julien komt van Limburg, heel zijn familie is afkomstig uit Helchteren-Zolder (verwijzing naar Heusden-Zolder en Houthalen-Helchteren) en zijn allemaal Limburgers in hart en nieren. Volgens zijn nonkel Miel of Pater Adriaan, van wie Roger eens een licentie om Belgisch trappistenbier probeerde te krijgen om zelf dat bier te brouwen, is Limburg de meest gastvrije streek van België. Roger kan eigenlijk Julien niet uitstaan, omdat hij van Limburg is en omdat Limburg de enige provincie in heel België is waar ze zijn bier niet drinken, maar wegens zijn dochter moet hij toestaan de Julien bij hem intrekt.
Julien studeert voor etnoloog, een geleerd woord voor Volkenkundige, een wetenschapper in volkenkunde of etnologie. Altijd als hij iets zegt, op z’n Limburgs accent, spant hij een zaag volgens Roger, dat is ook de reden waarom deze Julien de zingende zaag noemt.
Julien mag ook geen alcohol en is een vegetariër. Hij speelt vaak op zijn didgeridoo, een inlands muziekinstrument van de Aboriginals in Australië, wat vaak tot conflicten met schoonpapa leidt.

## Uiterlijk
- zwart haar
- bril

## Catch phrases
- Ich drink nie, en zeker genen alcool!